# 天主教烏約教區
天主教烏約教區 （拉丁語：Dioecesis Uyoensis）是尼日利亞一個羅馬天主教教區，屬卡拉巴爾總教區。
教區成立於1989年7月4日。位於阿夸伊博姆州。
2008年有教友719,000人（佔轄區總人口37.5%）、六十三個堂區、七十五名司鐸。現任教區主教為若望‧埃貝貝‧阿亞。